# Raymond Fonvieille (Eisschnellläufer)
Raymond Léon Fonvieille (* 16. Oktober 1942 in Paris; † 2. Februar 2022 in La Tronche, Département Isère) war ein französischer Eisschnellläufer.
Fonvieille wurde im Jahr 1961 französischer Juniorenmeister im Kleinen Vierkampf  und nahm von 1961 bis 1970 an internationalen Wettbewerben teil. Dabei belegte er bei den Olympischen Winterspielen 1964 in Innsbruck den 43. Platz über 1500 m sowie den zehnten Rang über 500 m und bei der Mehrkampfweltmeisterschaft 1966 in Göteborg den 36. Platz im Großen Vierkampf. In der Saison 1966/67 kam er bei der Mehrkampfweltmeisterschaft 1967 in Oslo auf den 35. Platz im Großen Vierkampf und bei der Mehrkampfeuropameisterschaft 1967 in Lahti auf den 32. Rang im Kleinen Vierkampf. Bei französischen Meisterschaften siegte er in den Jahren 1973 und 1974 im Sprint-Mehrkampf.

## Persönliche Bestzeiten
| Disziplin | Zeit        | Datum             | Ort                  |
| --------- | ----------- | ----------------- | -------------------- |
| 500 m     | 40,9 s      | 22. Januar 1972   | Grenoble             |
| 1000 m    | 1:26,8 min  | 28. Februar 1967  | Inzell               |
| 1500 m    | 2:15,2 min  | 12. März 1966     | Zürich               |
| 3000 m    | 4:58,6 min  | 5. März 1967      | Zürich               |
| 5000 m    | 8:59,5 min  | 16. Januar 1965   | Madonna di Campiglio |
| 10.000 m  | 18:42,3 min | 12. Dezember 1971 | Grenoble             |